# سائو لئوپولدو
سائو لئوپولدو (به پرتغالی: São Leopoldo) یک شهرداری در برزیل است که در ریو گرانده جنوبی واقع شده‌است. سائو لئوپولدو ۱۰۲٫۳۱۳ کیلومتر مربع مساحت و ۲۳۴٬۹۴۷ نفر جمعیت دارد و ۲۶ متر بالاتر از سطح دریا واقع شده‌است.

## نگارخانه

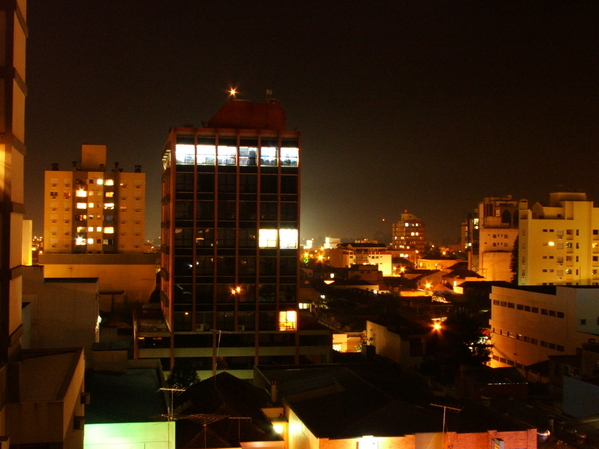